# Obsidian (software)
Obsidian é um software de base de conhecimento pessoal e aplicativo de registro de anotações, que opera com base em arquivos criados com a linguagem Markdown.

## Uso
O Obsidian digitaliza e personaliza a gestão do conhecimento pessoal dos usuários. Ao permitir a criação livre de anotações, e a conexão de tais anotações através de links bidirecionais, o software conecta as notas de maneira que o resultado seja algo entre o que os processadores de texto tradicionais e os bancos de dados dotados de funções gráficas permitem. O Obsidian permite, inclusive, a visualização das interligações entre as anotações em formato de grafo.
A solução foi projetada para ajudar os usuários a organizarem e estruturarem seus pensamentos e conhecimentos de maneira flexível e não linear. 
O software é gratuito para uso pessoal e, desde 20 de fevereiro de 2025, gratuito também para uso comercial, com a compra de licenças opcional ainda disponível mediante pagamento, para os que desejam auxiliar financeiramente com o desenvolvimento do projeto. 

## História
O Obsidian foi criado por Shida Li e Erica Xu, durante o período em que permaneceram em quarentena devido à pandemia de COVID-19. Seu lançamento inicial ocorreu em 30 de março de 2020.
Steph “Kepano” Ango, anteriormente um membro da comunidade que contribuía regularmente com feedbacks e sugestões para os fundadores do Obsidian, foi posteriormente envolvido em conversas sobre o futuro da solução, se tornando o diretor executivo do Obsidian em 2023.

## Disponibilidade
O Obsidian é desenvolvido com o framework multiplataforma Electron, o que permite que o software possa ser executado em sistemas operacionais como o Windows, Linux, e macOS. Versões para os sistemas operacionais móveis Android e iOS também são disponibilizadas para os usuários.
Os desenvolvedores também disponibilizam um fórum de discussão e um servidor na plataforma Discord.

## Recursos
O software opera a partir de uma pasta de documentos de texto no formato Markdown, a qual, dentro do Obsidian se chama "cofre". Cada nova anotação criada no Obsidian gera um novo documento de texto, e o conteúdo de todos os documentos pode ser buscado a partir da interface interna do software.
O Obsidian permite a criação de links internos entre as notas, formando um grafo interativo a partir do qual podem ser visualizadas as relações existentes entre as informações.
A formatação de texto dentro do Obsidian é feita através de Markdown, com o usuário tendo a opção de alternar entre modos de visualização, exibindo o texto puro, isto é, com a marcação utilizada pela linguagem Markdown, ou o texto já formatado.

### Plugins
O usuário pode personalizar seu cofre do Obsidian vaults adicionando plugins e temas, que permitem que as funcionalidades padrão oferecidas pelo Obsidian sejam estendidas com recursos adicionais e integrações com outras ferramentas.
Dentro do Obsidian há uma diferenciação entre plugins denominados 'core', isto é, desenvolvidos e publicados pela própria equipe que desenvolve e mantém o software, e plugins da comunidade, que, ao contrário do Obsidian, são desenvolvidos pelos próprios usuários, de maneira voluntária, possuem licença de código aberto e são hospedados na plataforma GitHub.

### Serviços pagos (premium)
Como o Obsidian é uma ferramenta gratuita, tanto para uso pessoal quanto para uso comercial, portanto não cobrando de seus usuários o acesso a qualquer um de seus recursos principais, os desenvolvedores lançaram alguns serviços premium juntamente com a aplicação, para endereçar necessidades adicionais. Os serviços são entregues na forma de plugins, e podem ser habilitados ou desabilitados em cada cofre, de maneira individual.

#### Publish
O Obsidian Publish é um serviço de hospedagem de sites, que permite que o conteúdo dos cofres dos usuários sejam publicados na internet. Os cofres publicados através do serviço recebem formatação similar àquela existente na aplicação, inclusive com uma visão de grafos de onde é possível visualizar as hiperligações entre as páginas. O serviço também permite que o usuário utilize seu próprio nome de domínio, seus próprios temas e soluções de analytics.

#### Sync
O Obsidian Sync é um serviço de sincronização de arquivos, projetado para sincronizar o conteúdo de cofres através de múltiplos dispositivos onde o Obsidian esteja sendo utilizado. As configurações do cofre e os arquivos nele contidos recebem criptografia de ponta-a-ponta enquanto o processo de sincronização ocorre, e é possível, adicionalmente, ativar o versionamento de arquivos. Além disso, os cofres podem ser compartilhados com outros usuários, que podem acessar ou editar qualquer arquivo existente no cofre, permitindo edição colaborativa. O serviço é posicionado como alternativa à soluções do tipo faça você mesmo, tanto interna quanto externamente ao software, que tipicamente requerem um esforço variável para confguração.